# Ban Island
Ban Island ist eine Insel des Kodiak-Archipels in Alaska in den Vereinigten Staaten. Sie liegt in einer Bucht auf der Nordseite von Afognak Island. Die Insel ist 28,79 km² groß und unbewohnt. Ihr Name wurde aus dem Russischen übernommen. Man vermutet, dass er sich aus dem Wort „banya“ für Sauna oder Badehaus ableitet.
Die Insel wurde 1980 durch den Alaska National Interest Lands Conservation Act dem Kodiak National Wildlife Refuge zugeordnet.